# 五十川事件
五十川事件（いらがわじけん）は、北朝鮮（朝鮮民主主義人民共和国）によるスパイ事件。1963年（昭和38年）3月3日摘発。

## 概要
山形県西田川郡温海町（現、鶴岡市）の日本海に面する山林において、伐採に従事していた作業員が木の根元から金属の箱に入った無線機を掘り出した。現地は旧温海町の南部に位置し、JR東日本羽越本線の五十川駅があり、駅の北側を、清流五十川が流れている。
発見された無線機は、1962年（昭和37年）9月に新潟県村山市で発生した北朝鮮工作員による密入国事件（解放号事件）で使用されたものと同型の、手製のものであった。